# Производственная система
Производственная система (англ. production system) — система предприятия, использующая операционные ресурсы для преобразования входящего фактора производства в готовую продукцию или услугу. 

## Определение
Согласно Британнике производственная система — это любой из методов, используемых в промышленности для создания товаров и услуг из различных ресурсов.
Ряд специалистов по операционному менеджменту считают, что производственная система — это система, использующая операционные ресурсы предприятия для преобразования вводимого фактора производства («входа») в избранную ею продукцию или услугу («выход»). Где «вход» — это сырьё, или заказчик, или готовая продукцию из другой производственной системы.
По мнению ряда специалистов производственная система — это социально-техническая система, в которой исходные сведения и ресурсы (ноу-хау, методы, материалы, финансовые средства, энергоресурсы) в процессах создания стоимости (изготовление изделий и монтаж) и сопутствующих процессах (транспортировка) трансформируются в конечный результат (изделие, расходы, побочные продукты).
По мнению ряда технических специалистов производственная система — это системно-техническая реализация производственного процесса с учётом работ по подготовке запуска производства и технологических систем (систем изготовления и монтажа деталей), организации, персонала и соответствующей культуры производства.
С точки зрения экономистов производственная система — это совокупность бизнес-процессов производства изделий.

## Типы производственных систем
Согласно Британнике существует три типа производственных систем:
- система серийного производства (batch production system), где оборудование используются для производства небольших количеств продукции (товаров или услуг) со спецификациями, которые значительно варьируются от одной партии к другой. Заданное количество продукта перемещается в виде партии через один или несколько этапов, и общий объем появляется одновременно в конце производственного цикла. Например, это системы для производства специализированных станков или тяжелого строительного оборудования, специальных химикатов и обработанных пищевых продуктов, системы для обработки претензий в крупной страховой компании. Системы серийного производства часто называют джобшопами.
- система поточного производства (continuous production system), где обрабатываемые изделия проходят через ряд этапов или операций, общих для большинства других обрабатываемых изделий. Используется специально разработанное оборудование и методы, позволяющие добиться более низких производственных затрат, а рабочие задания делятся на относительно небольшие части, которые могут быть быстро освоены и эффективно выполнены. Например, системы для сборки автомобильных двигателей и самих автомобилей, телевизоров, стиральных машин и персональных компьютеров. Системы поточного производства часто называют сборочными системами или системами сборочных линий и широко распространены в массовом производстве.
- система единичного производства (project production system) для единичного, единственного в своем роде продукта. Например, здания, корабля или прототипа продукта, такого как самолет или суперкомпьютер, ресурсы объединяются только один раз. Используются специальные методы управления, позволяющие удерживать издержки производства в разумных пределах.